# جولیوس ریچارد پتری

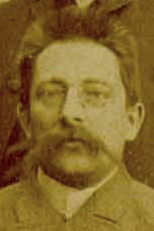
ریشارد پتری - حوالی ۱۸۸۸

یولیوس ریشارد پتری (۳۱ مه ۱۸۵۲ - ۲۰ دسامبر ۱۹۲۱) میکروب‌شناس آلمانی بود که به خاطر اختراع ظرف پتری شناخته شده است. او این ابزار آزمایشگاهی را هنگامی اختراع کرد که به عنوان دستیار رُبرت کُخ، باکتری‌شناس سرشناس، مشغول به کار بود.